# Oligomerus texanus
Oligomerus texanus är en skalbaggsart som beskrevs av White 1976. Oligomerus texanus ingår i släktet Oligomerus och familjen trägnagare. Inga underarter finns listade i Catalogue of Life.